# Mont Belvieu
Mont Belvieu ist eine Stadt im Chambers County im US-Bundesstaat Texas in den Vereinigten Staaten. Das U.S. Census Bureau hat bei der Volkszählung 2020 eine Einwohnerzahl von 7654 ermittelt.

## Geographie
Die Stadt liegt an der Zusammenführung des Highway 146 mit der Farm Road 1942 im Südosten von Texas, etwas nördlich der Interstate 10, 50 Kilometer östlich von Houston, ist im Südosten etwa 12 Kilometer von der Galveston Bay sowie 50 km vom Golf von Mexiko entfernt und hat eine Gesamtfläche von 38,6 km². Ausläufer davon reichen ins Libtery County.

## Demografische Daten
Nach der Volkszählung im Jahr 2000 lebten hier 2324 Menschen in 805 Haushalten und 664 Familien. Die Bevölkerungsdichte betrug 61,8 Einwohner pro km². Ethnisch betrachtet setzte sich die Bevölkerung zusammen aus 90,96 % weißer Bevölkerung, 4,26 % Afroamerikanern, 0,69 % amerikanischen Ureinwohnern, 0,43 % Asiaten, 0,00 % Bewohnern aus dem pazifischen Inselraum und 2,50 % aus anderen ethnischen Gruppen. Etwa 1,16 % waren gemischter Abstammung und 6,50 % der Bevölkerung waren spanischer oder lateinamerikanischer Abstammung.
Von den 805 Haushalten hatten 49,1 % Kinder unter 18 Jahre, die im Haushalt lebten. 69,2 % davon waren verheiratete, zusammenlebende Paare. 8,6 % waren allein erziehende Mütter und 17,4 % waren keine Familien. 15,0 % aller Haushalte waren Singlehaushalte und in 4,0 % lebten Menschen, die 65 Jahre oder älter waren. Die Durchschnittshaushaltsgröße betrug 2,88 und die durchschnittliche Größe einer Familie belief sich auf 3,19 Personen.
31,5 % der Bevölkerung waren unter 18 Jahre alt, 7,3 % von 18 bis 24, 32,2 % von 25 bis 44, 23,5 % von 45 bis 64, und 5,6 % die 65 Jahre oder älter waren. Das Durchschnittsalter war 33 Jahre. Auf 100 weibliche Personen aller Altersgruppen kamen 98,5 männliche Personen. Auf 100 Frauen im Alter von 18 Jahren und darüber kamen 97 Männer.

Das jährliche Durchschnittseinkommen eines Haushalts betrug 54.732 USD, das Durchschnittseinkommen einer Familie 64.808 USD. Männer hatten ein Durchschnittseinkommen von 47.614 USD gegenüber den Frauen mit 29.537 USD. Das Prokopfeinkommen betrug 22.415 USD. 7,4 % der Bevölkerung und 6,4 % der Familien lebten unterhalb der Armutsgrenze. Davon waren 6,7 % Kinder und Jugendliche unter 18 Jahren und 18,8 % waren 65 oder älter.

## Persönlichkeiten
- Charli Collier (* 1999), Basketballspielerin